# Seznam českých příjmení, C
Toto je seznam českých příjmení začínajících na písmeno C. Seznam zatím zahrnuje pouze příjmení s více než 200 mužskými nositeli.
| Příjmení  | Počet | Přechýleně  | Počet | ORP s největší hustotou |
| --------- | ----- | ----------- | ----- | ----------------------- |
| Coufal    | 2 257 | Coufalová   | 2 227 | Chotěboř                |
| Císař     | 1 415 | Císařová    | 1 525 | Světlá nad Sázavou      |
| Cibulka   | 1 335 | Cibulková   | 1 367 | Přeštice                |
| Cihlář    | 1 041 | Cihlářová   | 1 073 | Vítkov                  |
| Cina      | 769   | Cinová      | 766   | Most                    |
| Caha      | 748   | Cahová      | 742   | Třebíč                  |
| Cerman    | 568   | Cermanová   | 585   | Vrchlabí                |
| Crha      | 555   | Crhová      | 556   | Moravská Třebová        |
| Cvrček    | 537   | Cvrčková    | 524   | Železný Brod            |
| Cigánek   | 518   | Cigánková   | 487   | Slavkov u Brna          |
| Carda     | 506   | Cardová     | 547   | Rosice                  |
| Cieslar   | 493   | Cieslarová  | 522   | Jablunkov               |
| Cink      | 469   | Cinková     | 584   | Králíky                 |
| Culek     | 397   | Culková     | 513   | Chotěboř                |
| Culek     | 397   | Culeková    | 2     | Chotěboř                |
| Cejnar    | 378   | Cejnarová   | 383   | Jaroměř                 |
| Cienciala | 376   | Ciencialová | 360   | Třinec                  |
| Cejpek    | 350   | Cejpková    | 342   | Třebíč                  |
| Cajthaml  | 327   | Cajthamlová | 348   | Hořovice                |
| Cach      | 323   | Cachová     | 343   | Hlinsko                 |
| Cvejn     | 306   | Cvejnová    | 294   | Rychnov nad Kněžnou     |
| Cafourek  | 305   | Cafourková  | 301   | Rokycany                |
| Cihelka   | 300   | Cihelková   | 329   | Dobříš                  |
| Cícha     | 293   | Cíchová     | 294   | Valašské Klobouky       |
| Cakl      | 284   | Caklová     | 278   | Havlíčkův Brod          |
| Cupák     | 283   | Cupáková    | 261   | Slavkov u Brna          |
| Caletka   | 281   | Caletková   | 272   | Lipník nad Bečvou       |
| Cicko     | 281   | Cicková     | 261   | Rýmařov                 |
| Carbol    | 279   | Carbolová   | 292   | Frýdek-Místek           |
| Cenek     | 260   | Cenková     | 273   | Bučovice                |
| Cenek     | 260   | Ceneková    | 1     | Bučovice                |
| Cetkovský | 256   | Cetkovská   | 254   | Prostějov               |
| Cabák     | 245   | Cabáková    | 251   | Rožnov pod Radhoštěm    |
| Cupal     | 240   | Cupalová    | 274   | Svitavy                 |
| Crhák     | 240   | Crháková    | 232   | Litovel                 |
| Cipra     | 238   | Ciprová     | 329   | Hořovice                |
| Calta     | 233   | Caltová     | 240   | Sedlčany                |
| Czyž      | 231   | Czyžová     | 213   | Jablunkov               |
| Crhonek   | 217   | Crhonková   | 219   | Vyškov                  |
| Cieślar   | 214   | Cieślarová  | 197   | Jablunkov               |